# Клинтон-авеню — Вашингтон-авеню (линия Фултон-стрит, Ай-эн-ди)
|   |     |     |     |     |   |
| · | · л | · э | · э | · л | · |

|   |     |     |     |     |   |
| · | · л | · э | · э | · л | · |

«Клинтон-авеню — Вашингтон-авеню» (англ. Clinton–Washington Avenues) — станция Нью-Йоркского метрополитена, расположенная на линии Фултон-стрит, Ай-эн-ди. Станция находится в Бруклине, в районе Клинтон-Хилл, под Фултон-стрит между Клинтон-авеню и Вашингтон-авеню. На станции останавливаются маршруты A (ночью) и C (круглосуточно, кроме ночи). Станцию проходит без остановки маршрут A (круглосуточно, кроме ночи).
Станция локальная, представлена четырьмя путями и двумя боковыми платформами, обслуживающими только локальные пути. Имеются мезонины, где расположен турникетный павильон. Станция имеет два выхода — на перекрёсток Фултон-стрит с Вашингтон-авеню и Клинтон-авеню. Выходы расположены с противоположных концов платформ. Существует возможность бесплатного перехода между платформами. Станция отделана в зелёных тонах. Помимо чёрных табличек на колоннах название станции представлено ещё и на стенах в виде мозаики.

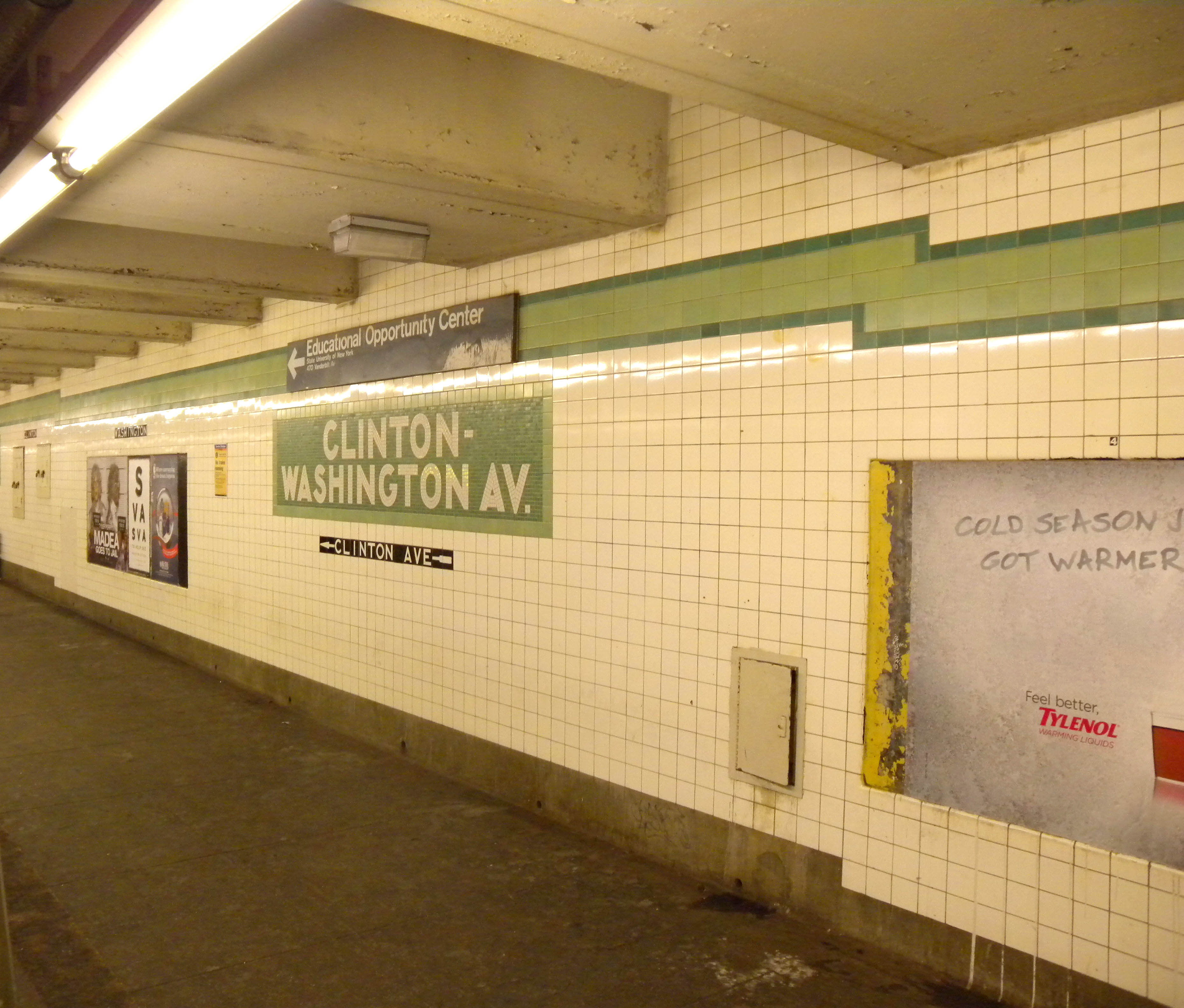
Платформа